# Montepagano
Montepagano è una frazione di Roseto degli Abruzzi, in provincia di Teramo. Centro abitato più antico del territorio comunale, è il luogo in cui si è sviluppata la storia e l'urbanizzazione dell'attuale comune.
Il paese sorge sulla collina che fronteggia il capoluogo, da cui dista circa 6 km, ed è considerato anche centro storico e panoramico dello stesso.

## Storia
Le radici di Montepagano hanno origine nel Medioevo. Risalgono intorno all'XI secolo d.C. i primi insediamenti, dovuti per lo più per paura di una possibile invasione dei turchi . Il nome, di origine latina, deriva dalla fusione di due parole: "mons-montis" e "pagus" e significa "villaggio sul monte". Dopo essere caduta prima sotto mano normanna, dal XIII secolo passò allo Stato Pontificio.

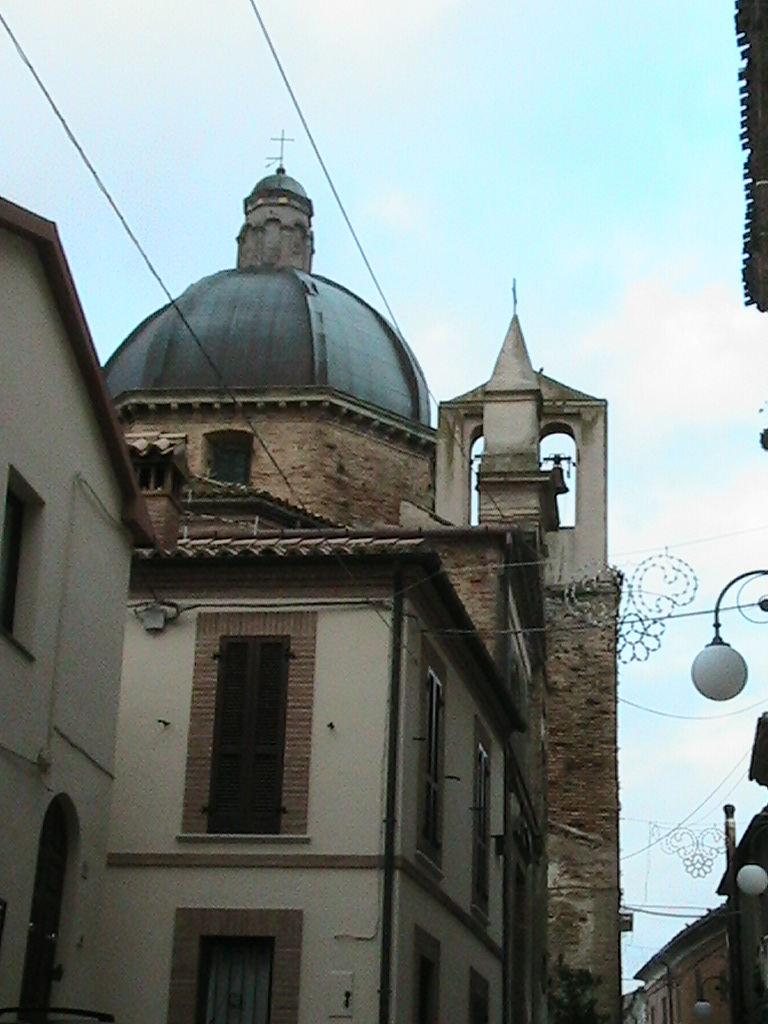
Chiesa dell'Annunziata.

Restò feudo fedele alla Chiesa di Roma fino a quando subì l'invasione da parte dei Francesi nel 1798, che provocò non pochi danni. Nel 1857 il Clero della Chiesa Ricettizia prevedendo lo sviluppo della costa sottostante diede in affitto a 12 coloni 12 lotti di terreno. Tale area corrisponde alla attuale zona centrale di Roseto che va dalla Villa Comunale a sud fino al bivio per Montepagano a Nord. Da questo evento deriva il nome che gli abitanti di Montepagano (li paga-n-sc) danno ai Rosetani e cioè "cotaroli". Infatti la parola "lotto" in latino (lingua ufficiale ancora usata dalla chiesa in quei tempi) si scrive "quota" e si legge "cota", da cui cotaroli. Nella sagrestia della chiesa della SS Annunziata di Montepagano è presente un'epigrafe che ricorda tale documento.
Questo borgo è stato sede del Comune dall'Unità d'Italia fino al 1927, anno in cui Benito Mussolini con un decreto regio firmato dal re Vittorio Emanuele III spostò il Comune Capoluogo a Rosburgo, ridenominandola però Roseto degli Abruzzi.

## Arte e cultura

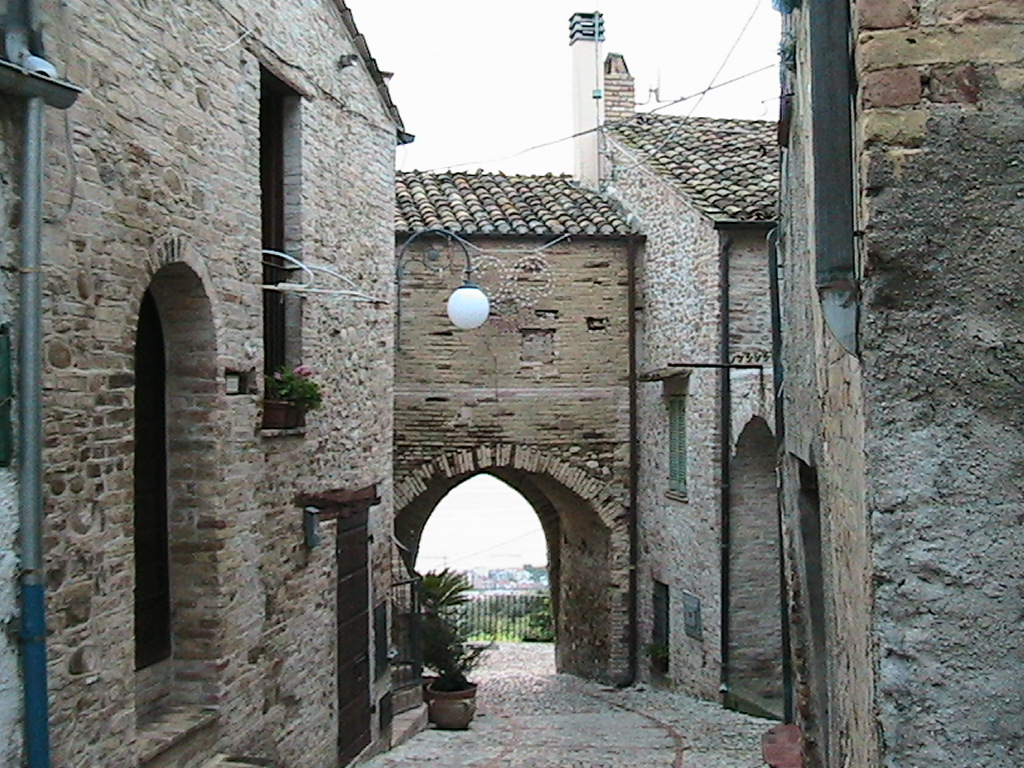
Scorcio della porta gotica.

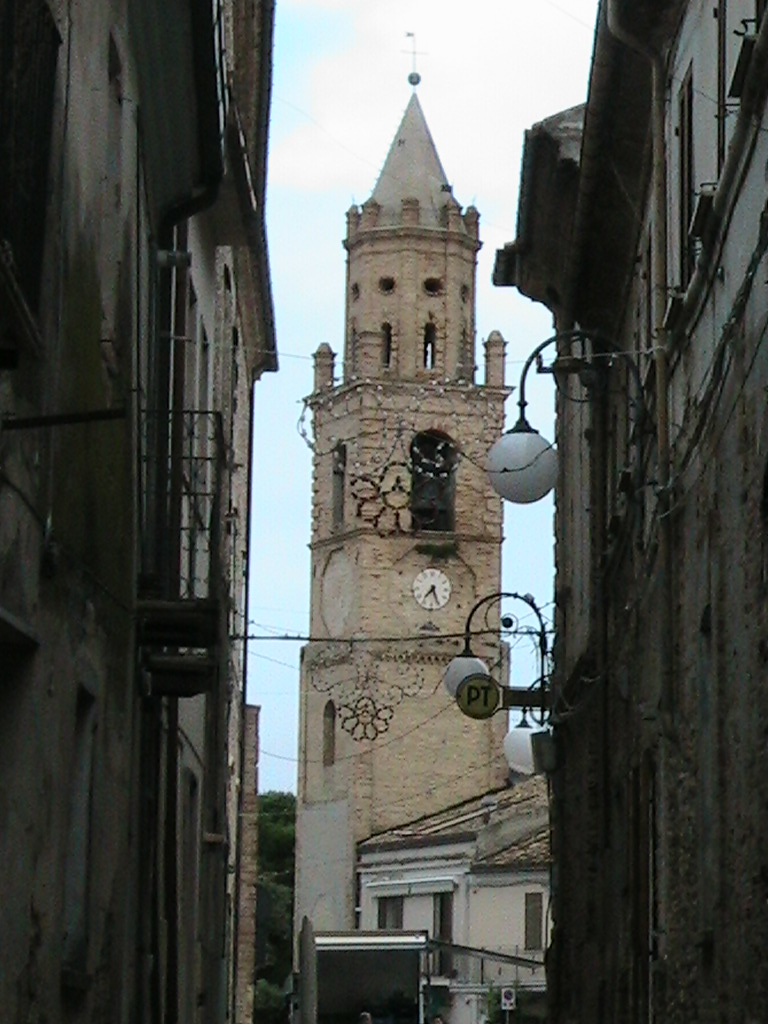
Scorcio della torre campanaria di Sant'Antimo (la chiesa è stata demolita), uno dei monumenti rappresentativi di Montepagano.

Montepagano è la frazione più nota, antica e nobile di Roseto degli Abruzzi. Il suo territorio possiede rilevanti monumenti come la Porta da Borea con l'arco a ogiva - resto dell'imponente cinta di mura medievale - e diverse chiese, tra cui la Santissima Annunziata, ultimata nel 1602 e tuttora sede delle più importanti funzioni religiose paganesi.
Anticamente, a Montepagano c'era anche un castello, ormai scomparso, del quale è possibile intravedere alcuni resti presso la parte a mare del viale Umberto I e via Santo Spirito. La storia antica di Montepagano si rivela all'osservatore nelle sue vie e tra le sue piazzette, spesso abbellite da versi poetici. Montepagano infatti, è celebre per essere il borgo delle poesie e ogni anno ospita un importante festival ad esse dedicato.

### Chiesa madre della Santissima Annunziata
Posta nel cuore del paese, in via della Misericordia, risale al XVII secolo sopra una chiesa preesistente, il portale è datato 1611, la facciata in laterizio è molto semplice a terminazione piana con leggera curvatura al centro. Oltre al portale architravato c'è un finestrone centrale. L'impianto longitudinale è rettangolare, con cupola all'altezza del presbiterio, e campanile a vela.  
L'interno è a navata unica con 4 cappelle laterali a nicchia, l'ultima a sinistra funge da ingresso laterale. La cupola è ottagonale, leggermente schiacciata, l'abside è semicircolare.  Di pregio sono le tele settecentesche, l'altare maggiore ha un tabernacolo ligneo di scuola marchigiana con la Madonna tra angeli e santi. Nel luogo di un'originaria tela, c'è un Crocifisso ottocentesco. 
Delle tele del Seicento mostrano una Madonna col Bambino tra santi (1660) e la Madonna tra san Leonardo e san Bartolomeo (1614). Si ricorda anche un armadio per gli olii sacri com sportelli decorati da immagini del gruppo dell'Annunciazione, oltre a ciò delle statue di santi del XIV secolo.

### Torre campanaria di Sant'Antimo
Però il monumento simbolo è di sicuro il Campanile. Esso è alto 40 m e si erge sulla Piazza Centrale lungo viale Umberto I. Ha un basamento quadrato, è in stile romanico nella parte inferiore e in stile barocco nella parte superiore. Stranamente a Montepagano il campanile è posto a distanza notevole dalla chiesa. Questo deriva dal fatto che la chiesa patronale (patrono di Montepagano, festeggiato l'11 maggio, è sant'Antimo sacerdote e martire cristiano ai tempi delle persecuzioni romane contro i cristiani e non san Liberatore –ossia Gesù  Liberatore– che con un miracolo scacciò, accecandoli, i Turchi che volevano attaccare il paese) era posta sull'attuale strada di accesso alla piazza di Montepagano (piazza del municipio), a fianco del campanile. Fu abbattuta, grazie alla legge di utilità pubblica di fine '800, essendo stata chiusa già durante l'occupazione francese del 1806-1815 e in pericolo di crollo. Rimase in piedi solo la torre, usata come orologio pubblico comunale.
La chiesa era descritta come un pregiato  monumento del XIII-XIV secolo con controsoffittatura in legno laminato in oro del XVII secolo, (andato perso durante i lavori di abbattimento). Fino a qualche anno fa erano ancora visibili, sulla base sud del campanile, alcune tracce di affreschi prima interni alla chiesa abbattuta, che era posta a ridosso del campanile stesso. 
Il campanile cinquecentesco conserva molti aspetti delle "torri sorelle" del Duomo di Teramo, del duomo di Atri, della Cattedrale di San Giustino a Chieti, e del campanile di Sant'Agostino a Penne. Ha pianta quadrangolare, in ciottoli di fiume e laterizio, scandito in settori da cornici, con i lati occupati dalle bucature degli archi. La caratteristica che unisce questo campanile e gli altri all'archetipo della torre della cattedrale di Teramo, opera di Antonio da Lodi, sono le cornici riccamente elaborate, e il tiburio sommitale ottagonale, con cammei policromi per lato, e cuspide ottagonale. 
Il campanile è stato danneggiato dai terremoti del 2009 e del 2016, pertanto è stato messo in sicurezza, ed è in restauro.

## Avvenimenti
Ogni anno, da ormai diverso tempo, durante la prima settimana di Agosto a Montepagano si svolge la famosa Mostra dei Vini, che attira turisti da ogni parte della regione e non solo.